# Dieter Forte
Dieter Forte (* 14. Juni 1935 in Düsseldorf; † 22. April 2019 in Basel) war ein deutscher Schriftsteller.

## Leben und Werk

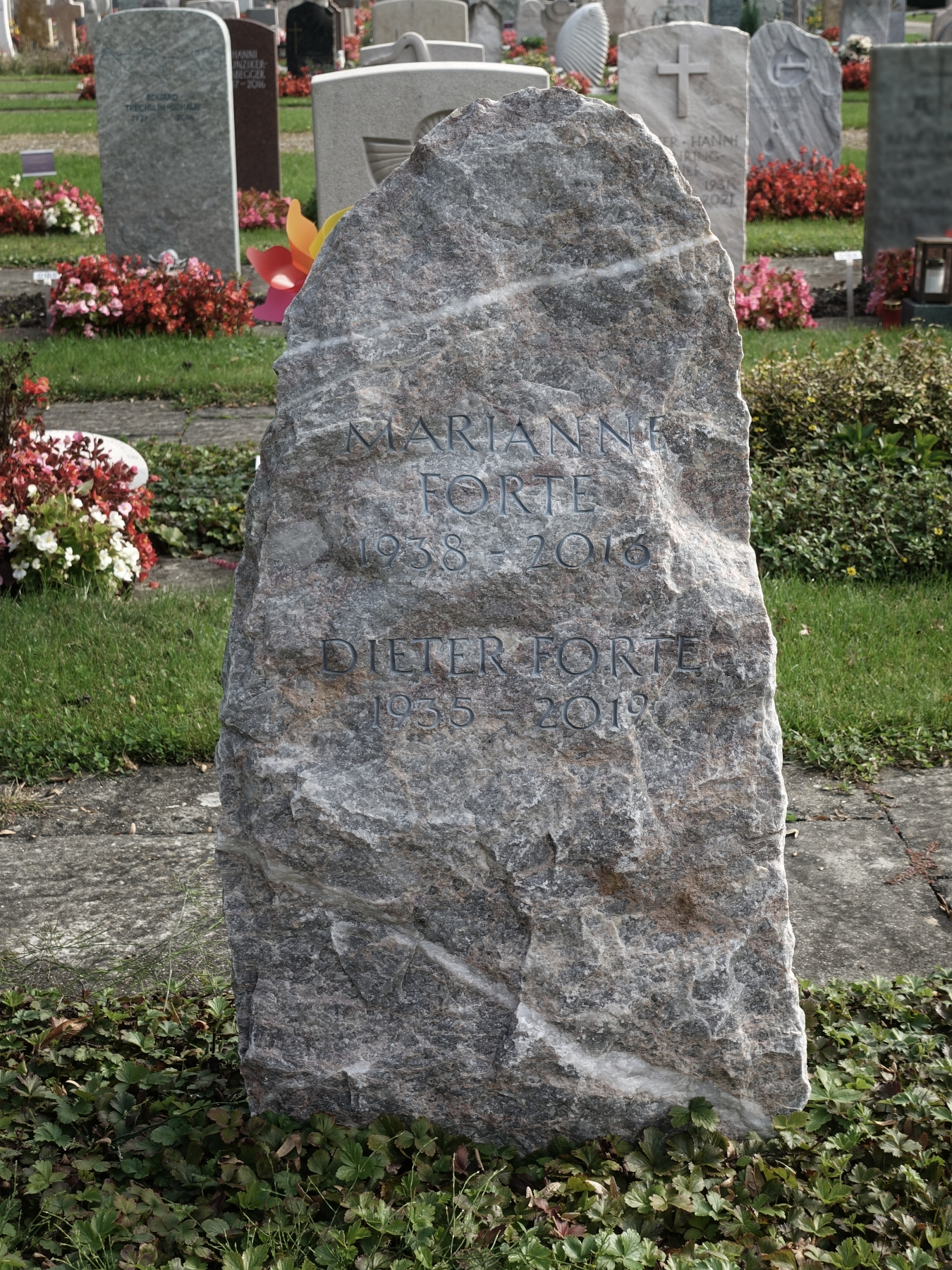
Grab, Friedhof am Hörnli

Dieter Forte absolvierte nach der Schule eine kaufmännische Ausbildung. 1960/61 hospitierte er am Düsseldorfer Schauspielhaus unter Karl-Heinz Stroux, 1962/63 erhielt er ein Autorenstipendium und arbeitete unter Egon Monk (auch als Regieassistent und Lektor) in der Fernsehspielabteilung des Norddeutschen Rundfunks in Hamburg. Danach lebte er als freier Schriftsteller in Düsseldorf. 1970 ging Forte in der Nachfolge von Friedrich Dürrenmatt als Hausautor an das Basler Theater, wo er mit Werner Düggelin und Hermann Beil zusammenarbeitete. Bekannt geworden ist er als Dramatiker, zahlreiche Hörspiele und Fernsehfilme machten ihn auch einem breiteren Publikum bekannt als Seismograph der bundesdeutschen Wirklichkeit.
Als Dramatiker debütierte Forte mit seinem 1970 in Basel uraufgeführten Theaterstück Martin Luther & Thomas Münzer oder Die Einführung der Buchhaltung, das zu einem Welterfolg wurde. Das Stück durfte vorher vom Düsseldorfer Schauspielhaus nicht uraufgeführt werden, indem die Stadt Düsseldorf dem Generalintendanten Karl-Heinz Stroux die Aufführung verbot. Das Schauspiel wurde von mehr als fünfzig Bühnen gespielt und in neun Sprachen übersetzt und war der Auftakt einer Theatertrilogie über die europäische Zivilisation und den Beginn der Globalisierung. Sie wurde 1978 mit Jean Henry Dunant oder Die Einführung der Zivilisation und 1983 mit Das Labyrinth der Träume oder Wie man den Kopf vom Körper trennt fortgesetzt.
Seit Ende der 1980er Jahre arbeitete Forte ausschließlich an einer Romantetralogie. Den ersten Teil des Epos veröffentlichte er 1992 unter dem Titel Das Muster. Er erzählt darin die Geschichte einer italienisch-französischen Seidenweberfamilie und einer polnischen Bergarbeiterfamilie, die beide aus politischen, religiösen und wirtschaftlichen Gründen nach Deutschland fliehen. Im zweiten Teil, Der Junge mit den blutigen Schuhen (1995), schreibt Forte über eine dem Nazi-Terror und dem Bombenhagel ausgesetzte Kindheit im Zweiten Weltkrieg. Im dritten Teil, In der Erinnerung (1998), schildert er das Kriegsende und die ersten Jahre des Wiederaufbaus aus der Sicht eines zehnjährigen Jungen. Zusammengefasst erschienen die drei Bände 1999 unter dem Titel Das Haus auf meinen Schultern.
2004 erschien der Roman Auf der anderen Seite der Welt, mit der Forte seine Tetralogie, die später unter dem Obertitel "Tetralogie der Erinnerung" zusammengefasst erschien, abschloss. Er reflektiert in diesem letzten Teil die 1950er Jahre in einem Lungensanatorium auf einer Nordseeinsel. Die Abgeschiedenheit kontrastiert dabei mit den Veränderungen, die die Wirtschaftswunderzeit mit sich bringt – eine Dantesche Reise in den Tod. Dieser letzte Band fand wie die gesamte Tetralogie große Anerkennung.
Dieter Forte war mit Marianne (1938–2016) verheiratet und lebte als freier Schriftsteller in Basel, wo er im April 2019 im Alter von 83 Jahren starb. Seine letzte Ruhestätte fand er auf dem Friedhof am Hörnli.
Er war Mitglied im PEN-Zentrum Deutschland und im Deutschschweizer PEN Zentrum.

## Auszeichnungen (Auswahl)
- 1992: Literaturpreis der Stadt Basel
- 1999: Bremer Literaturpreis
- 2003: Ehrengabe der Heinrich-Heine-Gesellschaft
- 2004: Hans-Erich-Nossack-Preis
- 2005: Grimmelshausen-Preis
- 2005: Niederrheinischer Literaturpreis

- Seit dem 26. September 2005 trägt die ehemalige Düsseldorfer Gesamtschule Kikweg den Namen Städtische Dieter-Forte-Gesamtschule.[5]

## Werke
Prosa
- Rate mit im Rätselzoo. Freiburg i. Br. 1970, ein Kinderbuch (zusammen mit Ingrid Mizsenko).
- Die Wand. Porträt eines Nachmittags. Stuttgart 1973.
- Fluchtversuche. 4 Fernsehfilme, Frankfurt am Main 1980.
- Das Muster. Frankfurt am Main 1992. ISBN 3-10-022113-3.
- Der Junge mit den blutigen Schuhen. Frankfurt am Main 1995. ISBN 3-10-022115-X (später auch unter dem Titel Tagundnachtgleiche).
- In der Erinnerung. Frankfurt am Main 1998. ISBN 3-10-022114-1.
- Das Haus auf meinen Schultern. Frankfurt am Main 1999. ISBN 3-10-022117-6 (enthält die Romane Das Muster, Tagundnachtgleiche = Der Junge mit den blutigen Schuhen und In der Erinnerung).
- Schweigen oder sprechen. Essays von Dieter Forte und Gespräche, Frankfurt am Main 2002.
- Auf der anderen Seite der Welt. Frankfurt am Main 2004. ISBN 3-10-022116-8.
- Ein Tag beginnt. Frankfurt am Main 2004.
- Das Labyrinth der Welt. Ein Buch. S. Fischer Verlag, Frankfurt am Main, 2013, ISBN 978-3-10-022118-6.
- Als der Himmel noch nicht benannt war. S. Fischer Verlag, Frankfurt am Main 2019

Theaterstücke
- Martin Luther & Thomas Münzer oder Die Einführung der Buchhaltung (Basel 1970) ISBN 3-10-021110-3.
- Jean Henri Dunant oder Die Einführung der Zivilisation (Darmstadt 1978) ISBN 3-596-22301-6.
- Das Labyrinth der Träume oder Wie man den Kopf vom Körper trennt (Basel 1983) ISBN 3-10-021111-1.
- Weiße Teufel (Basel 1972).
- Cenodoxus (Salzburger Festspiele 1972).
- Kaspar Hausers Tod (Wiesbaden 1979).
- Der Artist im Moment seines Absturzes (Kassel 1991).
- Das endlose Leben (Düsseldorf 1991).

Fernsehfilme
- Nachbarn (ZDF 1970)
- Sonntag (ARD 1975)
- Achsensprung (ARD 1977)
- Gesundheit! (ARD 1979)
- Der Aufstieg oder Ein Mann geht verloren (ARD 1980)

Hörspiele
- Die Wand (WDR 1965)
- Bergerstraße 8 (RIAS 1967)
- Porträt eines Nachmittags (Radio Bremen 1967)
- Sprachspiel (WDR 1980)
- Martin Luther & Thomas Münzer … (Coproduktion SWR, SFB, Radio Basel 1983)
- Schalltoter Raum (WDR 1984)
- Die eingebildet Gesunden oder Vor den Wäldern sterben die Menschen (Coproduktion Radio Basel, WDR 1985)
- Reise-Gesellschaft oder Die Fahrt nach Jerusalem (Coproduktion WDR, SWR 1987)
- Die Erinnerung. Das Vergessen. (WDR 1994)

Hörbücher
- Martin Luther & Thomas Münzer oder Die Einführung der Buchhaltung (Hsp) 3 CDs, Audio Verlag Berlin 2003
- Auf der anderen Seite der Welt. 5 CDs, Leuberg-Edition 2005